# Deutsche Badmintonmeisterschaft 2003
Die Deutsche Badmintonmeisterschaft 2003 fand vom 30. Januar bis zum 2. Februar 2003 in Bielefeld statt.

## Medaillengewinner
| Disziplin    | Gold                                                                         | Silber                                                                           | Bronze                                                                              |
| ------------ | ---------------------------------------------------------------------------- | -------------------------------------------------------------------------------- | ----------------------------------------------------------------------------------- |
| Herreneinzel | Björn Joppien (FC Langenfeld)                                                | Jens Roch (PSV Ludwigshafen)                                                     | Marc Zwiebler (1. BC Beuel)                                                         |
| Herreneinzel | Björn Joppien (FC Langenfeld)                                                | Jens Roch (PSV Ludwigshafen)                                                     | Conrad Hückstädt (EBT Berlin)                                                       |
| Dameneinzel  | Petra Overzier (TTC Brauweiler 1948)                                         | Nicole Grether (SC Bayer 05 Uerdingen)                                           | Juliane Schenk (SC Union 08 Lüdinghausen)                                           |
| Dameneinzel  | Petra Overzier (TTC Brauweiler 1948)                                         | Nicole Grether (SC Bayer 05 Uerdingen)                                           | Katja Michalowsky (1. BC Bischmisheim)                                              |
| Herrendoppel | Björn Siegemund (VfB Friedrichshafen) Ingo Kindervater (VfB Friedrichshafen) | Joachim Tesche (FC Langenfeld) Jochen Cassel (PSV Ludwigshafen)                  | Thomas Tesche (1. BC Bischmisheim) Kristof Hopp (SC Bayer 05 Uerdingen)             |
| Herrendoppel | Björn Siegemund (VfB Friedrichshafen) Ingo Kindervater (VfB Friedrichshafen) | Joachim Tesche (FC Langenfeld) Jochen Cassel (PSV Ludwigshafen)                  | Michael Keck (1. BC Bischmisheim) Arnd Vetters (SG Anspach)                         |
| Damendoppel  | Carina Mette (Bottroper BG) Kathrin Piotrowski (FC Langenfeld)               | Nicole Grether Juliane Schenk (SC Bayer 05 Uerdingen / SC Union 08 Lüdinghausen) | Michaela Peiffer (TuS Wiebelskirchen) Stefanie Müller (FC Langenfeld)               |
| Damendoppel  | Carina Mette (Bottroper BG) Kathrin Piotrowski (FC Langenfeld)               | Nicole Grether Juliane Schenk (SC Bayer 05 Uerdingen / SC Union 08 Lüdinghausen) | Sandra Marinello (SC Union 08 Lüdinghausen) Caren Hückstädt (1. BCW Hütschenhausen) |
| Mixed        | Kristof Hopp (SC Bayer 05 Uerdingen) Kathrin Piotrowski (FC Langenfeld)      | Jochen Cassel (PSV Ludwigshafen) Sandra Marinello (SC Union 08 Lüdinghausen)     | Ingo Kindervater (VfB Friedrichshafen) Caren Hückstädt (1. BCW Hütschenhausen)      |
| Mixed        | Kristof Hopp (SC Bayer 05 Uerdingen) Kathrin Piotrowski (FC Langenfeld)      | Jochen Cassel (PSV Ludwigshafen) Sandra Marinello (SC Union 08 Lüdinghausen)     | Thomas Tesche (1. BC Bischmisheim) Carina Mette (Bottroper BG)                      |